# Tu ne cede malis, sed contra audentior ito

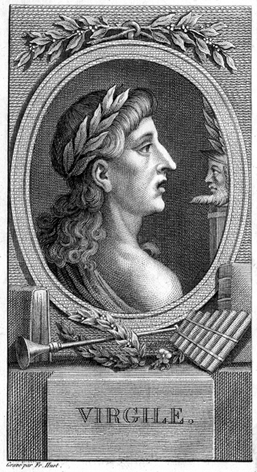
Virgilio

La frase Tu ne cede malis, sed contra audentior ito es una locución latina que proviene de la Eneida (siglo I a. C.) del escritor romano Virgilio (Libro VI, línea 95) y que traducida literalmente dice «No cedas ante el mal, sino que enfréntalo con más audacia». El significado de «cedas» equivale a rendirse y la palabra «mal» en su contexto original se refiere a la adversidad (y puede ser traducido también como desgracia o calamidad), así que una traducción más acorde a la intención del mensaje quedaría como «No te rindas ante la adversidad, sino que enfréntala con más audacia», por lo que se trata de una frase sobre la resiliencia y la valentía.
La frase de la obra virgiliana ganó pronto relevancia como frase de inspiración heroica entre los eruditos del mundo clásico, como puede constatarse al ser tomada por el filósofo del estoicismo y político romano Séneca en sus Cartas morales a Lucilio (Carta 82, líneas 18-19).
En tiempos modernos la frase vuelve a tomar fuerza luego de haber sido usada como lema personal por el economista y filósofo austriaco del siglo XX Ludwig von Mises.

‘El cómo afronta uno una catástrofe inevitable, es un asunto de temperamento. En el colegio, como era costumbre, elegí como lema un verso de Virgilio: Tu ne cede malis sed contra audentior ito (No te rindas ante la desgracia, sino que enfréntala con más audacia). Recordé estas palabras durante las horas más terribles de la guerra. Una y otra vez me he encontrado en situaciones en las que la reflexión racional no encontraba vías de salida, pero luego sucedía lo inesperado y con ello mi salvación’ (Memorias, pg. 55-56). - Ludwig von Mises

El Instituto Mises de Estados Unidos, desde su fundación en 1982, empezó a usar la frase como lema institucional en memoria de Mises, alternándolo con otros lemas más contemporáneos. Esto popularizó la frase de tal modo que se ha vuelto representativa de la escuela austriaca de economía.